# Губа Гоголина
Губа Гоголина — губа на Терском берегу Белого моря. Вдаётся в восточную часть Кольского полуострова. Открыта к северу, вдается в материк на 1,1 км. Ширина у входа 1,4 км. Максимальная глубина 2,8 м.
Расположена в 116 км к юго-востоку от Святоносского залива. Входные мысы губы: Орловский и Орлов-Терский Тонкий.
Берега губы в основном состоят из каменных обрывистых сопок. Средняя величина прилива в губе Гоголина — 4,4 м. Вершина губы в отлив осыхает.
Населённых пунктов на берегу губы нет. В 1 км от губы находится посёлок Терско-Орловский Маяк. Административно бухта входит в Ловозерский район Мурманской области России.